# Go, Dog. Go! (série de televisão)
Go, Dog. Go! (bra: Vai, Cachorro. Vai!, prt: Vamos, Cães. Vamos!) é uma série de televisão por streaming de animação por computador canadense-americana baseada no livro infantil homônimo de 1961 de P. D. Eastman, editado por Dr. Seuss. É desenvolvido e executivo produzido por Adam Peltzman e uma colaboração conjunta entre DreamWorks Animation Television e WildBrain Studios. A série foi lançada em 26 de janeiro de 2021, na Netflix. A série narra as aventuras de Tag e de seus diversos amigos na fictícia cidade canina de Pawston (bra: Cachorrolândia, prt: Vila-Pata).
A primeira temporada foi lançada no catálogo da Netflix em 26 de janeiro de 2021, seguida pela segunda temporada em 7 de dezembro de 2021. A terceira temporada foi lançada em 19 de setembro de 2022. A quarta e última temporada foi lançada em 27 de novembro de 2023.

## Sinopse
A série conte uma história de Tag Barker, uma jovem cadela laranja que adora fazer amigos e conduzir a sua motocicleta o mais rápido possível. Há um leve medo quando Tag e seus amigos partem em aventuras, mas os próprios cães nunca parecem assustados ou em perigo. Caso contrário, Tag e amigos são ótimos modelos e vão deixar os pré-escolares (e seus adultos) rindo alto de suas travessuras.

## Enredo

### 1ª temporada
As histórias giram em torno de Tag Barker, uma cadela laranja amigável de 6 anos que gosta de vai, vai, vai. Ela fala rápido, dirige rápido e quer fazer novos amigos o mais rápido possível. Ela é uma funileiro que adora consertar sua motocicleta e inventar novas engenhocas. Tag vive na cidade de Pawston com sua família que são Ma, Paw, Grandma, Grandpaw e seus irmãos. Seu melhor amiguinho Scooch Pooch o cachorrinho azul que mora na casa ao lado, e a dupla se aventura por Pawston na motocicleta e no sidecar de Tag. Há Lady Lydia um poodle rosa que está sempre exibindo um novo chapéu, Manhole Dog um cachorro que vive em bueiros e aparece para falar com um sotaque de Pawston, os dois cachorros bobos Frank e Beans, o grupo de cachorros cantantes "The Barkapellas" que narra tudo através de música e até a Prefeita Sniffington. Tag e Scooch tentam resolver problemas, como lidar com um engarrafamento para chegar a uma festa de cachorro ou ajudar o novo cão carteiro a entregar a correspondência. Ao longo do caminho, Tag aprende que às vezes é melhor ir devagar e ser paciente.

### 2ª temporada
Tag Barker e Scooch Pooch partem para as corridas para mais aventuras em Pawston. Veja-os competir em sua primeira corrida como Race Cadets, reunir a comunidade para organizar uma inesquecível festa de 100 anos para a cidade de Pawston e tentar consertar o trenó de Sandra Paws e salvar “Sniffsmas” Mas não importa o quão longe e rápido eles viajem, Tag e Scooch são frequentemente lembrados de que são amigos e familiares que realmente fazem sua comunidade ir.

## Personagens

### Principais

#### Família Barker
- Tag Barker (bra: Tag Patas, prt: Tag) a protagonista da série, uma jovem cadela laranja de 6 anos[12] da raça Beagador. Ela usa uma coleira roxa com uma etiqueta em forma de bandeira presa a um osso. Ela é hábil em fazer invenções e também adora muito sua família, seus pais, irmãos, e avós. Ela é um cão eletrizante e ansioso que adora uma aventura. Ela está sempre disposta a fazer as coisas muito rapidamente quando se trata de correr ela está sempre lá, Tag é um cachorro muito ocupado que tem muitos amigos. Tag tem o seu melhor amigo o cachorrinho azul Scooch Pooch, o seu treinador dos rivais Sam Whippet e seus amigos ou desafetos Frank e Beans.
- Ma Barker (bra: Ma Patas, prt: Mãe) a mãe da família, uma cadela lavanda da raça Beagador. Ela trabalha dirigindo em um dirigível amarelo. Ela usa um boné de piloto verde-azulado e um lenço que também é verde-azulado em volta do pescoço.
- Paw Barker (bra: Pa Patas, prt: Pai) o pai da família, uma cachorro marrom da raça Beagador. Ele usa um boné vermelho, uma máscara (ou óculos) preta e um lenço verde. Ele trabalha na loja Ding-Dong Doorbell, a loja de campainhas. Ele gosta de dirigir carro no Pawston e usa óculos pretos para ajudá-lo a ver para que ele esteja seguro, ele também adora música. No episódio "Ding Dong Day" ele costumava ser o vocalista de uma banda de fur-metal chamada "Sniffer" há muito tempo. Junto com Lady Lydia e Paw Barker é um dos poucos personagens da série animada cujo design foi tirado diretamente do livro. Especificamente, Paw é baseado no motorista do cão que aparece na capa.
- Cheddar Biscuit (bra: Biscoito, prt: Biscoitinho) uma cadela branca com manchas coloridas de 7 anos[12] da raça Beagador. Ela é a filha de Ma e Paw, e é a irmã de Tag, Spike, Gilber e Yip Barker. Ela usa uma gravata borboleta que tem uma flor no meio. Um aspirante a palhaço, Cheddar Biscuit está quase sempre envolvido em alguma demonstração de talento, seja cômico ou atlético. Ela é muito favorável com a Tag, mas muitas vezes fica competitiva com ela. Gilber frequentemente se apresenta com ela em seus atos.
- Spike Barker (bra: Spike Patas; prt: Picos) um cachorro vermelho da raça Beagador. Ele é o filho de Ma e Paw, e é o irmão de Tag, Cheddar Biscuits, Gilber e Yip Barker. Ele usa uma medalha circular de ouro com uma marca em forma de osso e uma fita verde-azulada em volta do pescoço. Ele deixou os Race Cadets para se juntar aos Space Cadets. Ele é muito atlético e gosta de esportes.
- Gilber Barker (bra: Gilber Patas; prt: Gilberto) um cachorro amarelo da raça Beagador. Ele é o filho de Ma e Paw, e é o irmão de Tag, Cheddar Biscuits, Spike e Yip Barker. Ele usa uma gravata xadrez azul no pescoço. Gilber é um dos irmãos mais velhos da família,[12] e parece considerá-la ainda um filhote, apesar de não parecer muito mais alto ou mais velho. Ele é o intrigante dos Barkers e o inimigo de Tag e costuma trabalhar ao lado de Cheddar Biscuit sempre que ela está se apresentando ou competindo contra Tag.
- Grandma Marge Barker (bra: Vovó Patas, prt: Avó) a vovó da família, uma cadela roxa idosa da raça Beagador. Ela é a matriarca da família Barker. Ela usa uma coleira de pérolas em volta do pescoço e os óculos roxo. Tanto Marge quanto Mort administram uma oficina em Pawston.
- Grandpaw Mort Barker (bra: Vovô Patas, prt: Avô) o vovô da família, um cachorro bege idoso com orelhas caídas marrons da raça misturada entre Beagle e Basset Hound. Ele usa um boné verde e uma coleira marrom com um relógio de bolso dourado como etiqueta. Ele dirige uma oficina com Marge.
- Yip Barker (bra: Yip Patas) o bebê e o irmão mais novo da família, um filhote roxo da raça Beagador. Ele geralmente é visto chupando uma chupeta amarela em forma de bola de tênis, e usa uma coleira com uma etiqueta em forma de osso. Ele geralmente anda em quatro patas. No episódio "Old Dog, New Tricks" ele pode cuspir guloseimas com muito boa precisão e distância, como mostrado durante o "Barker Family Talent Show".

#### Família Pooch
- Scooch Pooch (bra: Scoochi Poochi, prt: Guga Pontes) o deuteragonista da série, um cachorrinho azul de 6 anos[12] da raça Terrier. Ele usa uma bandana vermelha em volta do pescoço e sua orelha direita geralmente está dobrada para baixo. Ele é vizinho dos Barkers do lado esquerdo, acabou de chegar de uma fazenda, mora com a mãe Sgt Pooch em uma casa azul, e ele é o melhor amigo da Tag. Ele também tem um brinquedo favorito "Cluckles". Ele gosta de galinhas. Ele não gosta de altura. Ele tem um trator verde com um chifre de galinha na frente. No episódio "Catch Me If You Sam" ele a segue em seu pequeno helicóptero.
- Sgt Pooch (bra: Sargento Pooch) a mãe do Scooch, uma cadela azul peluda da raça Terrier. Sua orelha esquerda está dobrada para baixo. Ela usa uma coleira preta. Ela é vizinha dos Barkers do lado esquerdo, acabou de chegar de uma fazenda, trabalha como Sgt na polícia de Pawston e mora em uma casa azul.

### Secundários
- Frank (prt: Chico) um cachorro amarelo da raça misturada entre Beagle e Dachshund. Ele usa um par de óculos e uma coleira verde com uma etiqueta de cachorro-quente. Ele é um dos rivais de Tag. Frank está sempre tramando para fins egoístas e é o cérebro da dupla entre ele e Beans.
- Beans (bra: Feijão, prt: Bucha) um cachorro verde peludo e grande da raça Old English Sheepdog usando um boné de aviador e uma coleira marrom com uma etiqueta de feijão. Ele é um dos rivais/inimigo de Tag. Ele é idiota, mas de bom coração, e muitas vezes serve como músculo para os esquemas de Frank. Ele também tem um brinquedo favorito "Pinkie Bear". Ele pode falar com as galinhas.
- Lady Lydia (prt: Lídia) um Poodle fêmea rosa que gosta de usar chapéus na cidade. Ela mora em uma casa de dois andares com telhado roxo e porta principal, também tem um motivo de chapéu na parede frontal superior, um chapéu na caixa de correio e uma campainha em forma de chapéu que quando pressionada sai um pássaro cuco. Ela é um dos poucos personagens baseados em suas contrapartes de livros. Claramente, ela é inspirada pelo cachorro rosa que fica perguntando a um cachorro amarelo se ele gosta do chapéu dela.
- Sam Whippet (prt: Aircão Senna) um cachorro azul da raça Greyhound. Ele tem duas orelhas brancas pontudas e um bigode com pontas azuis e raízes brancas. Ele usa uma coleira vermelha e uma etiqueta dourada formando um anel com um osso dentro. Ele também às vezes usa um capacete de corrida azul. Ele é uma celebridade de Pawston, tendo várias sequências invictas na pista de corrida. Ele adora dirigir carros rápidos e é o responsável pela Race Academy.
- Gerald (bra: Geraldão, prt: Geraldo) um cachorro verde-azulado alto da raça misturada entre Terrier e Dogue alemão. Ele usa um chapéu de correio azul e uma coleira listrada azul, branca e vermelha, com uma etiqueta de selo postal. Ele entrega a correspondência para os habitantes da cidade de Pawston. Ele adora seu trabalho de entrega de correspondência. A personalidade de Gerald é baseada em um estereótipo que envolve carteiros e cães. Ele se assusta facilmente. Ele não gosta de ser perseguido por outros cães. De qualquer forma, ele ainda faz o seu trabalho.
- Muttfield um cachorro roxo da raça misturada entre Beagador e Bulldog. Ele usa uma cartola preta com uma faixa vermelha, uma longa capa preta com um lado interno marrom, uma gravata borboleta vermelha e punhos da camisa branca. Ele é um famoso mágico na cidade de Pawston.
- Manhole Dog (bra: Burakão, prt: Cão da Sarjeta) um cachorro bege da raça misturada entre Beagle, Basset Hound e Bulldog francês. Ele usa uma etiqueta de bueiro em sua coleira azul. Ele geralmente é visto equilibrando uma tampa de bueiro na cabeça e sempre aparece de um bueiro ao redor de Pawston. Ele é muito educado e dá bons conselhos. Ele também é secretamente Mestre Wag, um mestre da arte conhecida como "Tail-kwondo".
- Mayor Sniffington (bra: Prefeita Sniffington, prt: Presidente) uma cadela roxa pequena da raça misturada entre Beagador e Pug que usa uma coleira de pérolas em volta do pescoço. Ela é a prefeita da cidade de Pawston.
- The Barkapellas (bra: Banda Os Cantantes) um trio de cães que cantam harmonicamente em vez de falar. Os três apresentam moicanos e usam gravatas, golas de camisa e punhos de terno. Eles adoram compartilhar.
  - Tenor um cachorro laranja alto e tem orelhas pontudas. Sua gravata é azul. Ele é projetado para ter uma semínima.
  - Bass um cachorro roxo pequeno e tem orelhas caídas. Sua gravata é magenta. Ele é projetado para ter uma sexta nota dupla.
  - Alto uma cadela ciana de tamanho médio e tem orelhas flexíveis. Sua gravata é azul. Ela é projetada para ter uma semínima.
- Beefsteak (bra: Bistequinha) um Chihuahua fêmea rosa com um apito no pescoço, as faixas de perna e uma faixa de cabeça. Ela é uma treinadora de exercícios no Ruff and Tumble Gym.
- Wagnes uma cadela azul que trabalha no Big Bowl Diner em Pawston. Ela usa um traje de garçonete que consiste em uma faixa vermelha no colarinho branco e um avental, com um lápis vermelho no lado esquerdo da cabeça.
- Big Dog (bra: Cachorrão, prt: Cão grande) um cachorro branco peludo, muito alto e gigante com orelhas cinzas peludas e grandes. Ele usa uma coleira azul com uma etiqueta dourada em forma de um cachorro dirigindo o carro. Ele é o melhor amigo de Little Dog.
- Little Dog (bra: Cachorrinha) uma cadelinha roxa com orelhas caídas e peludas. Ela usa uma coleira vermelha com um losango dourado. Ela é a melhor amiga de Big Dog.
- Race Cadets um grupo de cães jovens recebendo orientação do piloto de estrelas de Sam Whippet.
  - Wind Swiftly (bra: Vento Veloz, prt: Brisa Veloz) uma cadela roxa com uma mancha branca no peito, e seu cabelo é uma grande franja enrolada, ela também usa uma coleira amarela com um volante com asas para um emblema da coleira. Wind é um piloto confiante e quer ajudar os novos na equipe de corrida que se juntaram à academia de corrida. Ela é uma motorista inteligente e aprendeu a dirigir aprendendo e ouvindo Sam Whippet. Ela ganhou o maior número de troféus.
  - Tread Lightly um cachorro verde-azulado. Ele usa uma coleira laranja. Ele não ganha muitas corridas.
  - Doug um cachorro amarelo que corre ao lado de Wind Swiftly e Tread Lightly. Ele detém os recordes de perda de chaves, 13 vezes no total e dirige um carro vermelho que continua quebrando.
- Coach Chewman um cachorro vermelho que é o treinador principal. Ele usa um boné branco e verde-azulado de Pawston Get Sox, uma coleira verde-azulada e um apito de cachorro prateado com uma fita azul no pescoço. Ele adora banhos de sol e revistas. No entanto, por razões desconhecidas, ele tem dificuldade em manter o controle de que dia da semana é.
- Waggs Martinez uma cadela roxa que usa uma coleira com uma placa de identificação em forma de 00. Ela usa protetores de cotovelo. Em seus dias de folga do Fetch profissional, Waggs gosta de fazer acrobacias enquanto pilota um avião amarelo.
- Gabe Roof um cachorro amarelo que usa uma coleira com uma placa de identificação em forma de número 4. Ele também usa protetores de cotovelo também. Gabe gosta de mergulhar em seus dias de folga.
- Flip Chasely um cachorro marrom que usa uma coleira com uma placa de identificação em forma de número 21. Ele também usa protetores de cotovelo também. Ele detém o recorde da equipe para a maioria das buscas em um jogo. Ele gosta de se esconder em locais desconhecidos. Flip é um velho amigo da Lady Lydia.
- Catch Morely uma cadela azul que usa uma coleira com uma etiqueta em forma de número 23. Ela também usa protetores de cotovelo também. Ela gosta de perseguir pássaros no Pawston's Bird Boulevard quando não está ocupada jogando Fetch profissional.
- Donny Slippers um cachorro marrom avermelhado com orelhas pontudas que usa uma coleira com uma etiqueta no formato do número 99. Ele também usa protetores de cotovelo também. Ele é um dos membros da equipe de busca de Pawston "Get Sox" e adora perseguir bolas. Ele gosta de cantar e é amigo dos Barkapellas.
- Hambonio um cachorro vermelho com o cabelo penteado para trás no topo e um rabo de cavalo na moda. Ele usa uma coleira listrada branca, vermelha e azul, com uma etiqueta de pente. Ele é barbeiro e corta o cabelo de Sam Whippet antes de cada corrida.
- Leader Dog um cachorro que usa um lenço vermelho.
- Bernard Rubber (bra: Bernardinho Rubber) um cachorrinho verde-azulado. Ele usa uma coleira vermelha. Bernard é um cachorro muito útil que trabalha para a Wind Swiftly. Ele é técnico da Wind Swiftly e a ajuda a vencer corridas, ele a segue em seu pequeno helicóptero.

#### Brinquedos
- Cluckles uma galinha de brinquedo verde, tem um corpo verde claro com uma cabeça verde mais pálida. Cluckles é um brinquedo que pertence o Scooch.
- Repeaty the Raccoon (prt: Guaxinim Repetitivo) um guaxinim de brinquedo roxo, tem um corpo cor de lavanda com uma faixa roxa nos olhos.
- Pinkie Bear um urso de brinquedo grande cor de rosa que tem um peito rosa mais clara, e também usa um lenço vermelho com bolinhas rosa. Pinkie Bear é um brinquedo que pertence o Beans.

### Outros
- Cam Snapshot uma cadela rosa que é fotógrafa, ela sempre tem uma câmera disponível para tirar as fotos grandes. Ela usa uma coleira verde escura. Ela adora tirar fotos de carros velozes e cadetes de corrida. Cam trabalha para a revista Tires and Tracks e tira suas fotos do automobilismo.
- Fetcher (bra: Guardião, prt: Buscador) um cachorro verde-azulado da raça misturada entre Beagle, Poodle e Labrador retriever. Ele tem orelhas caídas e cabelo em um rabo de cavalo com raízes brancas. Ele usa uma coleira laranja com uma etiqueta de concha branca e uma gravata de cabelo laranja. Ele está preso em Ball Island desde que ele era um filhote, depois que ele perseguiu sua bola favorita.
- Kelly Korgi uma cadela cor de pêssego (ou rosa) da raça misturada entre Corgi e Shiba inu. Ela tem um lindo pelo rosa todo com peito e ombros brancos e tem um topete azul e usa uma coleira roxa com uma etiqueta em forma de um microfone. Ela é uma cantora e popstar de renome entre os cidadãos de Pawston, e sua música é recebida com muito entusiasmo.
- Leo Howlstead (bra: Leo Fittipatas) um cachorro cinza idoso da raça misturada entre Dogue alemão, Husky e Pastor-alemão com uma barba e usa um boné vermelho, os óculos antiquados e uma coleira vermelha com uma etiqueta em forma de osso. Ele mora em um Centro de Idosos e costumava ser um cadete de fila, e ao contrário da grande maioria de seus colegas idosos é muito ativo. Ele adora praia, gosta de seu barco a remo, gosta de se aventurar e tem paraquedismo, também gosta de andar rápido e gosta de carros velozes.
- Bowser um cachorro azul com orelhas pontudas. Ele usa uma gola de camisa branca e uma gravata amarela. Ele navega na loja de campainhas.
- Early Ed um cachorro verde que é o fã do Get Sox que sempre chega primeiro ao estádio. Ele usa uma coleira laranja.
- Chili (bra: Pimentão) um cachorro vermelho peludo e grande da raça Old English Sheepdog com um cabelo espetado no topo de sua cabeça. Ele usa uma coleira laranja brilhante com uma etiqueta de pimenta verde. Ele é o primo de Beans. Ele é um dublê e gosta de entreter a multidão com acrobacias emocionantes, ele também é amigo de Frank onde eles se conheceram em um restaurante.
- Jerry um cachorro marrom que é muito útil enviar curtidas para ajudar o Sam Whippet. Ele usa uma coleira laranja.
- Sandra Paws (bra: Mamãe Noel, prt: Mãe Montanha) uma cadela peluda e grande azul gelado inspirado ao Papai Noel. Ela usa um chapéu de Papai Noel vermelho e um cinto marrom com estampas de patas vermelhas e uma fivela de ouro em forma de pata.
- Taylee um filhote fêmea verde-azulada que vive com suas duas mães em Muttfield Mountain. Ela usa uma coleira laranja. Ela é muito carinhosa com seu irmão mais novo, Taylee quer ajudar a garantir que seu irmão receba um brinquedo de Sandra Paws.
- Franny um filhote fêmea marrom que usa uma coleira verde. Ela gosta de ouvir o som da campainha do patinho.
- Franny's Mom uma cadela verde primaveril. Ela usa uma coleira laranja.
- Franny's Dad um cachorro azul. Ele usa uma coleira laranja.
- Onlooker Dog um cachorro amarelo. Ele usa um chapéu verde escuro com uma faixa verde oliva e uma coleira verde.
- Brutus um cachorro azul forte que protege Kelly Korgi, ele usa um protetor de orelha para poder monitorar a situação e manter o cantor seguro. Ele usa uma coleira amarela. Ele é o guarda-costas de Kelly Korgi e é muito bom em seu trabalho.
- Truck Driver um cachorro verde que ama seu trabalho. Ele usa uma coleira laranja.

#### Palhaços
- Waggles um cachorro palhaço rosa que tem um nariz vermelho e usa um chapéu engraçado.
- Bowowzo & Wowbowzo uma dupla de cães palhaços roxos azulados que têm narizes vermelhos e usam gravatas borboletas listradas brancas, vermelhas e azuis.
  - Bowowzo um cachorro palhaço de cor roxa clara com peito branco e manchas azuis.
  - Wowbowzo um cachorro palhaço azul, com potes azuis claros e tem uma mancha azul clara sobre o olho.
- Boingos um cachorro palhaço verde-azulado que também tem um nariz vermelho. Ele usa uma coleira laranja e um chapéu engraçado.
- Soppy uma cadela palhaço azul que também tem um nariz vermelho.
- Struggles um cachorro palhaço azul claro com manchas roxas e tem um nariz vermelho, ele tem um lenço de pescoço roxo e amarelo.
- The Cannon Triplets um trio de cães palhaços amarelos que têm narizes vermelhos e usam capacetes azuis.

## Elenco

### Dublagem original
- Michela Luci como Tag Barker[7]
- Callum Shoniker como Scooch Pooch[7]
- Katie Griffin como Ma Barker[7]
- Martin Roach como Paw Barker[7]
- Tajja Isen como Cheddar Biscuit,[7] Franny's Mom e Beefsteak
- Lyon Smith como Spike Barker e Gilber Barker[7]
  - James Cartmell como Gilber Barker na versão britânica da série[13][14]
- Judy Marshank como Grandma Marge Barker[7] e Wagnes
- Patrick McKenna como Grandpaw Mort Barker,[7] Gerald, Muttfield, Manhole Dog e Brutus
- Linda Ballantyne como Lady Lydia, Sgt Pooch, Mayor Sniffington, Leader Dog e Waggs Martinez
- Joshua Graham como Sam Whippet, Franny's Dad, Bernard Rubber e Truck Driver
- Zarina Rocha como Kit Whiserton
- Deven Mack como Fetcher
- David Berni como Frank e Marcus Worms
- John Stocker como Leo Howlstead
- Anand Rajaram como Beans, Flip Chasely, Onlooker Dog, Bowser e Chili
- Stacey Kay como Kelly Korgi
- Julie Lemieux como Hattie e Catch Morely
- Danny Smith como Yellow
- Paul Buckley, Reno Selmser e Zoe D'Andrea como The Barkapellas
- Phill Williams como Coach Chewman e Gabe Roof
- Rob Tinkler como Early Ed
- Jamie Watson como Donny Slippers
- Deann DeGruijter como Sandra Paws
- Manvi Thapar como Taylee
- Ava Preston  como Wind Swiftly
- Hattie Kragten como Little Dog

### Dobragem portuguesa[15]
- Sandra de Castro como Tag
- Joana Brito Silva como Guga
- Tiago Retré como Bucha
- Simon Frankel como Chico
- André Raimundo como Gilberto
- Guilherme Macedo como Picos, Geraldo e Muttfield
- Vânia Pereira como Biscoitinho
- Suzana Farrajota como Presidente e Avó
- Patrícia Adão Marques como Lídia
- Pedro Pernas como Pai e Aircão Senna
- Paulo B. como Avô

### Dublagem brasileira
- Maria Clara Rosis[16]
- Lorenzo Tarantelli[17]

## Episódios
| Temporada | Temporada | Episódios | Episódios | Originalmente lançado |
| --------- | --------- | --------- | --------- | --------------------- |
|           | 1         | 9         | 9         | 26 de janeiro de 2021 |
|           | 2         | 9         | 9         | 7 de dezembro de 2021 |

## Música
A série é composta por Paul Buckley, que forneceu o tema de abertura e escreveu músicas.

## Produção
A série foi anunciada pela primeira vez em 2019 como parte de sete programas Netflix Original Preschool voltados para crianças de 2 a 6 anos. Originalmente, seria lançado no final de 2020, mas foi adiado até janeiro do ano seguinte. A primeira temporada consiste em nove episódios, cada um com 24 minutos de duração.
Algum funcionário que trabalha na série inclui Ken Turner, que desenhou os personagens, árvores e veículos.

## Lançamento
Go, Dog. Go! estreou em 26 de janeiro de 2021, globalmente na Netflix. Um trailer foi lançado em 6 de janeiro, junto com uma série de clipes teaser lançados por diferentes publicações.
A série é classificada como TV-Y.

## Recepção

### Crítica
Na Common Sense Media, dá a série em 4 de 5 estrelas, e o aviso: "Aventuras de cachorros com muitas risadas na pré-escola." No Trakt oferece uma pontuação média de 58% com base na interpretação de 6 votos.
Na França, o site AlloCiné oferece uma pontuação média de 3,0/5 com base na interpretação de 4 notas. No CinéSéries oferece uma pontuação média de 3.6 com base na interpretação de 177 notas.
Na Polônia, o site Filmweb oferece uma pontuação média de 7,4 com base na interpretação de 47 comentários.
Na Hungria, o site Mafab.hu oferece uma pontuação média de 71% com base na interpretação de 18 votos.

### Prêmios e indicações
| Ano  | Prêmio                 | Categoria                                                     | Receptor(es) e Indicado(s)                                                   | Resultado | Ref.          |
| ---- | ---------------------- | ------------------------------------------------------------- | ---------------------------------------------------------------------------- | --------- | ------------- |
| 2021 | Prêmios Leo            | Melhor Série de Animação de Direção                           | Andrew Duncan e Kiran Sangherra "Clucky Day / Take Me Out To The Fetch Game" | Indicado  | [ 29 ]        |
| 2022 | ACTRA Award            | Desempenho Excepcional – Gênero não conforme ou voz masculina | Joshua Graham como Sam Whippet "Dog The Right Thing"                         | Venceu    | [ 30 ] [ 31 ] |
| 2022 | ACTRA Award            | Desempenho Excepcional – Gênero não conforme ou voz masculina | Anand Rajaram como Feijão "Clucky Day / Take Me Out To The Fetch Game"       | Indicado  | [ 30 ] [ 31 ] |
| 2022 | Canadian Screen Awards | Melhor Programa ou Série Animada                              | Go, Dog, Go!                                                                 | Indicado  | [ 32 ]        |